# آبشار چاترباکس
آبشار چاترباکس (به انگلیسی: Chatterbox Falls) آبشاری است که در بریتیش کلمبیا، کانادا واقع شده و ارتفاع کلی ریزشگاه آن ۱۲۰ فوت (۳۷ متر) است.